# Søndervig (Festungsanlage)
Koordinaten: 56° 9′ 0″ N, 8° 13′ 0″ O
Die Heeresküstenbatterie Søndervig ist eine deutsche Festungsanlage, welche im Zweiten Weltkrieg im Rahmen des Atlantikwalls in der Nähe der dänischen Kleinstadt Ringkøbing angelegt wurde. Die Anlage ist zweigeteilt. Zum einen wurden Bunker direkt beim Ort Søndervig errichtet, zum anderen befindet sich der Großteil der Anlage 4 km weiter nördlich bei Kryle.

## Geschichte

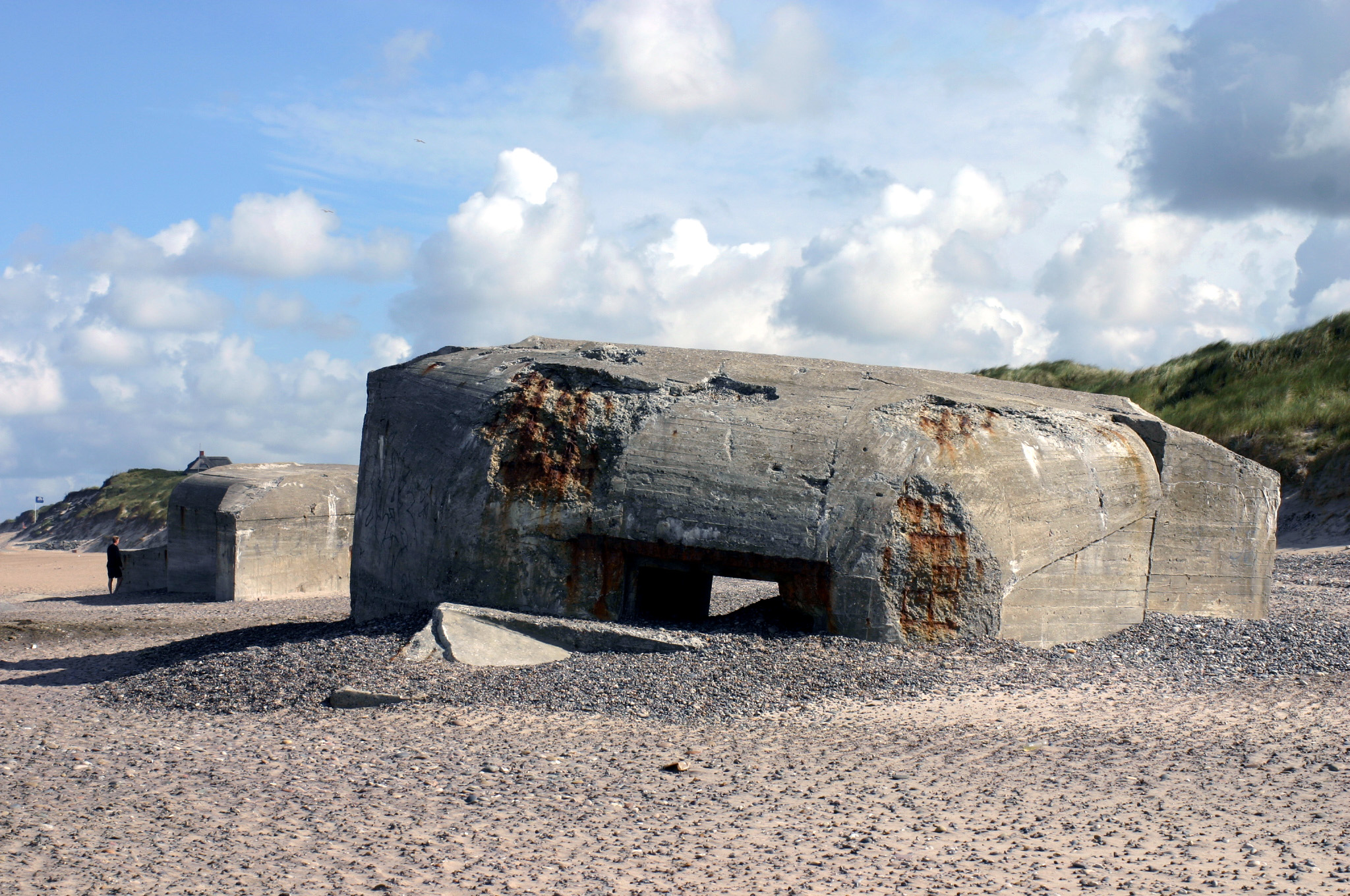
Bunker, Strand Søndervig

Ab 1941 wurden die ersten Küstenbatterien in Form von vier erbeuteten französischen Haubitzen des Kalibers 10,5 cm in Søndervig in Stellung gebracht. Aus militärischer Sicht eignete sich das Gebiet um Søndervig für Landeoperationen, da man schnell weiter ins Landesinnere hätte vordringen können. An der übrigen Küste vom Nissumfjord bis Nymindegab wäre ein weiteres Vorrücken durch die Fjorde und Sümpfe erschwert worden.
Auf Grund dieser Umstände wurden bei der Siedlung Kryle über 50 Bunker in die Dünen gebaut. Zur Abwehr einer Invasion wurden vier 10,5-cm-Kanonen in Bunkern in Stellung gebracht und ein Feuerleitbunker am Strand erbaut. Der gesamte Bereich wurde mit Maschinengewehrbunkern, Minenfeldern und Stacheldraht befestigt.

### Ringelnatter
Im Norden der Anlage befindet sich die Radarstation Ringelnatter der Luftwaffe. Nördlich wurde ein Radarturm vom Typ Wassermann M errichtet, sowie im Zentrum der Anlage ein Radarkommandobunker gebaut. Der gesamte Bereich wurde durch Flakbatterien und die Bunker der Heeresküstenbatterie Søndervig gesichert. Die Flakbatterien bekämpften immer wieder feindliche Bomberströme auf ihrem Ein- und Ausflug in das Deutsche Reich. Die Alliierten verzichteten auf eine Bombardierung der Anlage, da sie die Radarstation als Peilstation zur Navigation benutzten.

## Einzelbelege
1. ↑  Anthonisen, B. B.: Der Atlantikwall bei Ringkøbing, Ringkøbing 1983, S. 39.